# وعي اجتماعي
الوعي الاجتماعي، هو مُشاركة الوعي المشترك في المجتمع. ويمكن تعريفه أيضا على أنه الوعي بالمشكلات المختلفة التي تواجهها المجتمعات والتجمعات بصفة يومية. هذا المصطلح مركب من مفهومين هما الوعي والاجتماعي، فالوعي هو نتيجة للتفاعل بين أنفسنا وعالمنا المادى المحيط بنا، وهو يلعب دوراً هاماً في التطور الاجتماعى، سواء كان هذا الدور إيجابياً أو سلبياً، فالأفكار التي توجد لدى الناس قد تساعد على تطور المجتمع أو قد تكون عائقاً أمام هذا التطور حيث يعد الوعي الاجتماعيُّ ركيزةً من ركائز تقدُّمِ أيِّ مجتمع وتطوُّرِه، بل وله دوره الكبير والرئيس في استقرار المجتمع والنهوض به؛ وذلك بالرفع مِن شأن أفراده. ويشير الوعي إلى " إدراك الإنسان لذاته ولما يحيط به إدراكاً مباشراً، وهو أساس كل معرفة.  يعرف ماركس الوعي الاجتماعي بأنه مجموع الأفكار والنظريات والآراء والمشاعر الاجتماعية والعادات والتقاليد التي توجد لدى الناس، والتي تعكس واقعهم الموضوعي. يدل استعراض التاريخ الاجتماعي أنه مع تغير الوجود الاجتماعي للناس يتغير أيضاً وعيهم الاجتماعي. 
يؤكد تشارلز كولى أن الوعي الاجتماعى أو الوعي بالمجتمع لا يمكن فصله عن الوعي الذاتي، لأننا بالكاد نستطيع التفكير في أنفسنا إلا بالإحالة إلى جماعة اجتماعية من نوع ما، ولا إلى الجماعة بدون الإشارة إلى أنفسنا. وذا تاملنا الإدراك الواعى لكوننا جزءاً من مجتمع مترابط من الآخرين وجدنا أنَّ هذا التعريف يرقى بالفرد إلى مستوى واضح من الوعي لديه بكونه جزءاً من كل أكبر. وهو يشمل المستوى الذي يعى فيه الفرد كيف يتأثر بالآخرين، وكذلك كيف يمكن أن تؤثر أفعاله في الآخرين.

## مقالات ذات صلة
- ذكاء مدني
- وعي طبقي
- ضمير جمعي
- ذكاء جمعي
- إدراك ذاتي